# 2005年の野球
2005年の野球（2005ねんのやきゅう）では、2005年の野球における動向をまとめる。

## できごと

### 1月
- 萩本欽一が社会人硬式野球クラブチームの茨城ゴールデンゴールズを創設。

### 3月
- 3月23日 - 第77回選抜高等学校野球大会が阪神甲子園球場で開幕。

### 4月
- 4月4日 - 第77回選抜高等学校野球大会の決勝が阪神甲子園球場で行われ、愛工大名電（愛知）が神村学園（鹿児島）を9-2で下し、初優勝。
- 4月29日 - 独立リーグ「四国アイランドリーグ」の初めてのシーズンが開幕。

### 5月
- 5月6日 - 「セ・パ交流戦」が始まる。セ・リーグとパ・リーグの球団がホーム・ビジターの各3試合ずつの6回総当り（12チームで実施の場合は1チーム36試合）で実施。

### 7月
- 7月8日 - IOC総会で2012年ロンドン大会の実施競技から野球とソフトボールを除外する事が決まる。
- 7月14日 - 都市対抗野球大会近畿地区予選で、NOMOベースボールクラブがニチダイを破り、初出場を決める。特定非営利活動法人が主体となって運営するチームの同大会出場は史上初。また、法人設立から3年、活動開始から2年での本大会出場も異例の早さ。

### 8月
- 8月6日 - 第87回全国高等学校野球選手権大会が阪神甲子園球場で開幕。
- 8月18日 - 第87回全国高等学校野球選手権大会の準々決勝大阪桐蔭対東北で、大阪桐蔭の平田良介が1984年夏（第66回）の清原和博（PL学園）以来21年ぶり2人目となる1試合3本のホームランを記録。
- 8月20日 - 第87回全国高等学校野球選手権大会の決勝戦が甲子園で行われ、駒大苫小牧が京都外大西を破り、2年連続の全国制覇。また、京都外大西監督の三原新二郎がこの試合を最後に勇退。

### 9月
- 9月1日 - 第76回都市対抗野球大会最終日、川崎市・三菱ふそう川崎が横須賀市・日産自動車を6対3で降し、2年ぶり3度目の優勝達成。
- 9月1日 - 星稜高校監督の山下智茂が勇退。
- 9月5日 - 第30回全日本クラブ野球選手権最終日、西近畿代表NOMOベースボールクラブが東近畿代表大和高田クラブを8-1で降し、初出場初優勝を果たした。初出場初優勝は第28回大会優勝の札幌ホーネッツ以来で、通算12チーム目（第1回優勝の全浦和野球団を含む）。
- 9月17日 - 第36回IBAFワールドカップオランダ大会に参加している日本代表チームは準々決勝で韓国に敗れ、順位決定トーナメントに回ったが、17日までに2連勝し、5位で大会を終えた（日付は現地時間）。

### 10月
- 10月10日 - 四国アイランドリーグで優勝へのマジックを2としていた高知ファイティングドッグスはマジック対象チームの徳島インディゴソックスを破り、初代優勝チームとなった。
- 10月10日 - WBC日本代表監督にソフトバンク監督の王貞治が同職を兼任で就任。

### 11月
- 11月13日 - アジアシリーズ、千葉ロッテマリーンズが優勝、初代アジア王者に。
- 11月27日 - 第32回社会人野球日本選手権大会最終日が大阪ドームで行われ、決勝戦は史上初の大阪勢同士の対決となり、また、3年連続の延長戦となったが、松下電器がNTT西日本を延長11回に2対1のサヨナラ勝利で、5年ぶり2度目の優勝達成。

### 12月
- 12月1日 - プロ野球実行委員会が育成選手制度の導入を正式に決定。その後第1回育成ドラフトが行われ、四国アイランドリーグから初の指名選手として、愛媛マンダリンパイレーツの中谷翼内野手が広島東洋カープから、西山道隆投手が福岡ソフトバンクホークスから指名を受けた。
- 12月14日 - 米政府、キューバのワールド・ベースボール・クラシックへの参加を認めないと大リーグ機構に通達。
- 12月27日 - 松井秀喜がワールド・ベースボール・クラシックへの不参加を表明。

## 競技結果

### 国際大会
- 第23回アジア野球選手権（サンマリンスタジアム宮崎・5月19日から22日）
  - 予選リーグ
第1戦 日本 7 - 0 フィリピン
第2戦 日本 10 - 3 中国
  - 決勝戦
日本 11 - 2 台湾
- 第36回IBAFワールドカップオランダ大会（9月3日から17日 : オランダ・ロッテルダムほか）
  - 予選リーグ（グループB） - 日本予選1位
第1戦 日本 9 - 2 スペイン （アルメーレ）
第2戦 プエルトリコ 5 - 4 日本 （アムステルダム）
第3戦 日本 19 - 0 チェコ（7回コールド） （ロッテルダム）
第4戦 日本 12 - 0 コロンビア（7回コールド）（アムステルダム）
第5戦 日本 7 - 1 チャイニーズ・タイペイ　（アルメーレ）
第6戦 日本 4 - 2 オーストラリア　（アムステルダム）
第7戦 日本 7 - 6 アメリカ　（アルメーレ）
第8戦 日本 11 - 3 ニカラグア　（ハーレム）
  - 決勝トーナメント
1回戦 韓国 5 - 1 日本　（アイントホーフェン）
順位決定トーナメント1回戦　日本 5 - 0 プエルトリコ　（ハーレム）
5,6位決定戦　日本 8 - 1 ニカラグア　（アムステルダム）
決勝戦　キューバ 3 - 0 韓国
  - 表彰選手（日本選手）
ベストナイン（捕手）　高根澤力（三菱ふそう川崎）

### 四国アイランドリーグ
| 順位 | 球団                       | 勝 | 敗 | 分 | 勝率 | 差  |
| ---- | -------------------------- | -- | -- | -- | ---- | --- |
| 優勝 | 高知ファイティングドッグス | 46 | 31 | 13 | .597 | -   |
| 2位  | 徳島インディゴソックス     | 38 | 36 | 16 | .514 | 6.5 |
| 3位  | 香川オリーブガイナーズ     | 36 | 41 | 12 | .468 | 3.5 |
| 4位  | 愛媛マンダリンパイレーツ   | 32 | 44 | 13 | .421 | 3.5 |

- （高知は初優勝）
- 香川対愛媛1試合が開催できなかったため、この2球団は89試合。

### 社会人野球
- 第76回都市対抗野球大会 （8月22日から9月1日・東京ドーム）
優勝 : 川崎市・三菱ふそう川崎（2年ぶり3度目）
- 第30回全日本クラブ野球選手権 （9月2日から9月5日・インボイスSEIBUドーム）
優勝 : NOMOベースボールクラブ（初優勝）
- 第32回社会人野球日本選手権大会 （11月19日から27日・大阪ドーム）
優勝 : 松下電器（5年ぶり2度目）
- 地区連盟主催大会（旧公認大会）
  - 第48回JABA北海道大会 優勝 : 日産自動車（初優勝）
  - 第37回JABA東北大会 優勝 : NTT東日本（初優勝）
  - 第60回JABA東京スポニチ大会 優勝 : JR東日本（4年ぶり2回目）
  - 第53回JABA静岡大会 優勝 : 三菱重工名古屋（初優勝）
  - 第59回JABAベーブルース杯争奪大会 優勝 : 西濃運輸（13年ぶり4回目）
  - 第57回JABA京都大会 優勝 : 大阪ガス（初優勝）
  - 第49回JABA岡山大会 優勝 : 三菱重工長崎（初優勝）
  - 第35回JABA四国大会 優勝 : NTT西日本（2年ぶり2回目）
  - 第59回JABA九州大会 優勝 : 三菱重工長崎（11年ぶり3回目）

### 大学野球
- 第54回全日本大学野球選手権大会（6月7日〜13日、明治神宮野球場、東京ドーム）
優勝：青山学院大学（6年ぶり4度目）

大会史上初めて、東京ドームとの併用開催となった。
- 第36回明治神宮野球大会大学の部（11月12日〜15日、明治神宮野球場、神宮第2球場）
優勝：九州産業大学（初優勝）
- 各大学リーグ結果（※印は、明治神宮野球大会大学の部の出場権を得た大学。）
  - 北海道学生野球連盟
1部春季優勝：東京農業大学生物産業学部
1部秋季優勝：東京農業大学生物産業学部
  - 札幌学生野球連盟
1部春季優勝：札幌大学
1部秋季優勝：浅井学園大学
  - 北東北大学野球連盟
1部春季優勝：八戸大学
1部秋季優勝：八戸大学
  - 仙台六大学野球連盟
春季優勝：東北福祉大学
秋季優勝：東北福祉大学※
  - 南東北大学野球連盟
1部春季優勝：日本大学工学部
1部秋季優勝：石巻専修大学
  - 千葉県大学野球連盟
1部春季優勝：中央学院大学
1部秋季優勝：東京情報大学
  - 関甲新学生野球連盟
1部春季優勝：白鷗大学
1部秋季優勝：白鷗大学
  - 東京新大学野球連盟
1部春季優勝：創価大学
1部秋季優勝：創価大学※
  - 東京六大学野球連盟
春季優勝：早稲田大学
秋季優勝：法政大学※
  - 東都大学野球連盟
1部春季優勝：青山学院大学
1部秋季優勝：青山学院大学※
  - 首都大学野球連盟
1部春季優勝：東海大学
1部秋季優勝：東海大学※
  - 神奈川大学野球連盟
1部春季優勝：関東学院大学
1部秋季優勝：関東学院大学
  - 愛知大学野球連盟
1部春季優勝：愛知学院大学
1部秋季優勝：愛知学院大学※
  - 東海地区大学野球連盟
春季選手権優勝：日本大学国際関係学部
秋季選手権優勝：三重中京大学
  - 北陸大学野球連盟
1部春季優勝：福井工業大学
1部秋季優勝：福井工業大学
  - 関西学生野球連盟
春季優勝：近畿大学
秋季優勝：近畿大学※
  - 関西六大学野球連盟
春季優勝：京都産業大学
秋季優勝：龍谷大学
  - 阪神大学野球連盟
1部春季優勝：天理大学
1部秋季優勝：大阪体育大学※
  - 近畿学生野球連盟
1部春季優勝：阪南大学
1部秋季優勝：奈良産業大学
  - 京滋大学野球連盟
1部春季優勝：佛教大学
1部秋季優勝：佛教大学
  - 広島六大学野球連盟
春季優勝：広島国際学院大学
秋季優勝：近畿大学工学部
  - 中国地区大学野球連盟
1部春季優勝：東亜大学
1部秋季優勝：東亜大学※
  - 四国地区大学野球連盟
1部春季優勝：四国学院大学
1部秋季大学：松山大学
  - 九州六大学野球連盟
春季優勝：北九州市立大学
秋季優勝：九州国際大学
  - 福岡六大学野球連盟
春季優勝：福岡工業大学
秋季優勝：九州産業大学※
  - 九州地区大学野球連盟
春季優勝：沖縄国際大学
秋季優勝：日本文理大学

### 高校野球
- 第77回選抜高等学校野球大会（3月23日～4月4日；阪神甲子園球場）
  - 決勝　愛工大名電（東海・愛知） 9対2 神村学園（九州・鹿児島）
- 第87回全国高等学校野球選手権大会（8月6日～8月20日；阪神甲子園球場）
  - 決勝　駒大苫小牧（南北海道代表） 5対 3 京都外大西（京都代表）

駒大苫小牧高校が57年ぶり史上6校目の2年連続優勝
- 第50回全国高等学校軟式野球選手権大会決勝（明石公園・8月29日）
神港学園（兵庫代表） 3対0 朝倉東（北部九州代表）
- 晴れの国おかやま国体高等学校野球決勝（10月・岡山県）
硬式 - 駒大苫小牧（北海道代表） 9対1 遊学館（石川代表）
軟式 - 大津（山口代表） 1対1 作新学院（栃木代表） ※引き分け・両校優勝
- 第36回明治神宮野球大会高校の部（11月12日～15日；神宮）
  - 決勝　駒大苫小牧（北海道） 5対0 関西（中国）

### メジャーリーグ
- ワールドシリーズ
シカゴ・ホワイトソックス 4勝0敗 ヒューストン・アストロズ
（ホワイトソックスは88年ぶり3度目の優勝）
- リーグチャンピオンシップシリーズ
  - ア・リーグ - シカゴ・ホワイトソックス 4勝1敗 ロサンゼルス・エンゼルス
  - ナ・リーグ - ヒューストン・アストロズ 4勝2敗 セントルイス・カージナルス
- メジャーリーグ・オールスター戦 （アメリカ・デトロイト・7月12日）
アメリカン・リーグ 7 - 5 ナショナル・リーグ

## 誕生
- 4月5日 - 木瀬翔太
- 4月5日 - 坂井陽翔
- 4月18日 - 星野ひので
- 5月15日 - 千葉隆広
- 6月28日 - 村山源
- 7月6日 - 日當直喜
- 7月26日 - 青野拓海
- 7月28日 - 高野颯太
- 7月31日 - 仲田侑仁
- 8月4日 - 前田悠伍
- 8月11日 - 福田幸之介
- 8月25日 - 平田大樹
- 8月25日 - 明瀬諒介
- 9月23日 - 杉山遙希、杉原望来
- 10月14日 - ワォーターズ璃海ジュミル
- 11月28日 - 濱田泰希
- 12月17日 - 髙橋翔聖

## 死去
- 1月2日 - 本多逸郎（中日ドラゴンズ、*1931年）
- 1月8日 - 大島信雄（松竹ロビンス、中日ドラゴンズ投手、*1921年）
- 1月22日 - シーザー・グティエレス（ベネズエラ、野球、*1943年）
- 2月4日 - ルイス・サンチェ（読売ジャイアンツ投手、*1953年）
- 2月6日 - 皆川睦雄（南海ホークス投手、*1935年）
- 2月16日 - 河村英文（西鉄ライオンズ投手、*1933年）
- 3月1日 - 木村保（南海ホークス投手、*1934年）
- 3月10日 - ケント・ハドリ（南海ホークス選手、*1934年）
- 3月21日 - 佐藤孝夫（国鉄スワローズ選手、*1931年）
- 4月13日
  - 福士敬章（広島カープ投手、*1950年）
  - ドン・ブレイザー（南海ホークス選手、*1932年）
- 4月27日 - 大社義規（日本ハムファイターズ初代オーナー、*1915年）
- 5月10日 - 今久留主功（毎日オリオンズ、近鉄パールス、*1925年）
- 5月12日 - 田中尊（広島東洋カープ捕手、*1936年）
- 5月17日 - 池田純一（阪神タイガース、*1946年）
- 6月27日 - 遠井吾郎（阪神タイガース、*1939年）
- 7月5日 - 山崎善平（大洋ホエールズ、中日ドラゴンズ、*1926年）
- 7月14日 - 大沢清（広島東洋カープ、*1916年）
- 7月25日 - 道仏訓（パシフィック・リーグ審判員、*1921年）
- 8月13日 - 神田順治（野球規則委員会委員長、野球体育博物館特別表彰委員会委員、*1915年）
- 9月6日 - 宮下信明（大和軍、読売ジャイアンツ、中日ドラゴンズの投手・内野手、* 1924年）
- 9月19日 - 中内㓛（福岡ダイエーホークス元オーナー、* 1922年）
- 11月7日 - 今津光男（中日ドラゴンズ、広島東洋カープ、阪急ブレーブス、* 1938年）
- 11月14日 - 小山昭晴（横浜大洋ホエールズ、ロッテオリオンズ、*1960年）
- 11月16日 - 常見昇（東急フライヤーズ・東映フライヤーズ・阪急ブレーブス外野手、* 1928年）
- 11月29日 - ビック・パワー（プエルトリコ、野球、*1927年）
- 12月11日 - 上村恭生（智弁学園高校野球部監督、*1959年）
- 12月15日 - 仰木彬（西鉄ライオンズの内野手、オリックス・バファローズ監督、*1935年）